# سیسیل فیلانکمبو
سیسیل فیلانکمبو (انگلیسی: Cecil Filanckembo؛ زادهٔ ۱۵ آوریل ۱۹۸۸) بازیکن فوتبال اهل جمهوری کنگو است.
از باشگاه‌هایی که در آن بازی کرده‌است می‌توان به باشگاه فوتبال اوسر اشاره کرد.
وی همچنین در تیم‌های ملی فوتبال کنگو، و کنگو، بازی کرده‌است.